# Arthur Cox
Arthur Cox (Southam, 14 dicembre 1939) è un allenatore di calcio inglese.

## Carriera
Cox iniziò la carriera da calciatore con il Coventry City, ritirandosi però a causa di un grave infortunio (rottura di una gamba) di fatto prima ancora di aver esordito in prima squadra; iniziò quindi una carriera come allenatore già in giovane età lavorando come vice in vari club, tra cui il Sunderland. Inizia il suo primo incarico come allenatore il 1º ottobre 1976, quando viene assunto dal Chesterfield, club della terza divisione inglese, dove rimane fino al 1º settembre 1980 quando si dimette per andare il giorno stesso a lavorare al Newcastle Utd, club di seconda divisione. Nel 1982 porta al club l'ex nazionale inglese Kevin Keegan, che darà un contributo fondamentale alla promozione in prima divisione conquistata dalle Magpies al termine della stagione 1983-1984.
Dopo la promozione in prima divisione Cox lascia il club, e poche settimane più tardi viene ingaggiato dal Derby County, club neoretrocesso in terza divisione. Dopo una prima stagione interlocutoria chiusa con un settimo posto in classifica, i Rams si piazzano al terzo posto nella Third Division 1985-1986, tornando quindi in seconda divisione, categoria in cui da neopromossi nella stagione 1986-1987 vincono il campionato, conquistando così una seconda promozione consecutiva e tornando in prima divisione dopo 7 anni nelle serie minori. Grazie anche ad alcuni acquisti importanti (tra gli altri Peter Shilton, Dean Saunders, Trevor Hebberd, Mark Wright e Ted McMinn) il club dopo una salvezza tranquilla nella stagione 1987-1988, si ritrova nella stagione 1988-1989 a lottare per la vittoria del campionato, che però dopo un buon inizio chiude al quinto posto in classifica. Negli anni seguenti, complici alcune cessioni ed un mancato rinnovamento della rosa, si chiudono rispettivamente con un sedicesimo ed un ventesimo posto in classifica, piazzamento quest'ultimo che determina la retrocessione in seconda divisione, categoria in cui nella stagione 1991-1992 Cox, grazie anche ad acquisti importanti per la categoria, guida la squadra ad un terzo posto in classifica, a 2 punti dal Middlesbrough promosso in prima divisione; anche i play-off si concludono poi con un'eliminazione in semifinale per mano del Blackburn, poi promosso. L'anno seguente, nonostante la rosa riconfermata in blocco, i Rams si piazzano solamente all'ottavo posto in classifica, mancando anche la qualificazione ai play-off, motivo per cui Cox si dimette dall'incarico.
Si conclude così la sua ultima parentesi da allenatore: dopo alcuni anni di pausa torna infatti a lavorare ma solamente come vice, incarico che mantiene in vari club (oltre che nella nazionale inglese) sempre collaborando con Kevin Keegan; smette definitivamente di allenare al termine della stagione 2007-2008, all'età di 67 anni.

## Palmarès

### Club

#### Competizioni nazionali
- Campionato inglese di seconda divisione: 1

Derby County: 1986-1987